# Modern Combat 4: Zero Hour
Modern Combat 4: Zero Hour est un jeu vidéo de tir à la première personne développé et édité par Gameloft, sorti à partir de 2012 sur iOS, Android, BlackBerry et Windows Phone.

## Accueil
- IGN : 7,8⁄10[1]
- Jeuxvideo.com : 15⁄20[2]
- Pocket Gamer : 7⁄10[3]